# Casertana Football Club 2014-2015
Questa voce raccoglie le informazioni riguardanti la Casertana Football Club nelle competizioni ufficiali della stagione 2014-2015.

## Stagione
La Casertana dopo il precedente secondo posto per la classifica avulsa alle spalle del Messina partecipa nella stagione 2014-2014 alla Lega Pro unica di nuova istituzione, che diventa il terzo livello nazionale dalla quale mancava dalla stagione 1992-1993.
Il ritiro si svolge in due fasi, la prima a Cava de' Tirreni presso lo Stadio Desiderio della frazione di Pregiato dal 14 al 22 luglio.
Dal 23 luglio il ritiro si sposta in Umbria a Gubbio presso il campo Beniamino Ubaldi fino alla partenza per la prima partita ufficiale in Coppa Italia.

### Coppa Italia
I rossoblù tornano a partecipare alla Coppa Italia a distanza di 3 anni dall'ultima apparizione.
Nel primo turno in trasferta allo Stadio Oreste Granillo di Reggio Calabria la Casertana si impone per una rete a zero contro la Reggina con un gol di Michel Cruciani.
Nel secondo turno affronta la formazione del Crotone battendola ai calci di rigore.
Al terzo turno si trova di fronte il Cesena dalla quale viene sconfitta per 1-0 con un gol di Marilungo al 35'.
Partecipa anche alla Coppa Italia Lega Pro 2014-2015 dove entra nella competizione dal secondo turno dove affronta in casa la Lupa Roma, al terzo turno trova di fronte il Benevento.
Agli ottavi di finale affronta l'Ascoli, che imbottito di giocatori della Berretti, perde 4-0 a Caserta.
Nei quarti di finale la sfida è contro il Pontedera dalla quale viene eliminata ai calci di rigore dopo che al termine dei supplementari aveva pareggiato 1-1.

### Lega Pro
In campionato i falchetti vengono inseriti nel girone C con tutte le altre squadre del centro-sud, l'esordio è di nuovo contro la Reggina affrontata 3 settimane prima in Coppa Italia. La serie di vittorie inizia alla quarta giornata nella gara esterna contro la Paganese. Nella prima parte del campionato la Casertana resta sempre nella parte alta della classifica a ridosso della zona play-off.
In seguito alla sconfitta esterna di Melfi alla 14ª giornata, viene esonerato il tecnico Angelo Gregucci e viene ingaggiato al suo posto Salvatore Campilongo che con la Casertana in passato è stato giocatore ed è stata la prima squadra che ha allenato.
Al termine del girone d'andata la Casertana è distante 4 punti dalla vetta occupata da Benevento e Salernitana che hanno 40 punti e a pari punti (36) con la Juve Stabia.
Alla fine del campionato la Casertana termina al quinto posto con 69 punti ad appena una lunghezza dai playoff.

## Divise e sponsor
Per la terza stagione consecutiva lo sponsor tecnico è Givova.
La prima e la seconda maglia sono identiche a quelle della stagione precedente, la prima con strisce larghe rossoblù con bordi e numeri bianchi, con pantaloncini e calzettoni blu.
La seconda è bianca con una v rossoblù sul petto, numeri blu, pantaloncini e calzettoni bianchi.
La novità è rappresentata dalla terza divisa verde fluo con una fascia verticale rossoblù sul fianco destro dei giocatori.
Il portiere veste una maglia arancio fluo con una v nera sul petto o in alternativa una maglia rosa con una fascia verticale bianconera sul fianco destro.
Nella penultima partita del girone d'andata contro il Savoia esordisce la nuova prima maglia, dalle strisce rossoblù più strette e con un profilo in bianco, inoltre sulla pagina facebook della società fa la sua comparsa anche la foto della nuova seconda maglia, bianca con una fascia rossoblù all'altezza delle spalle e del colletto, su entrambe nella parte bassa del retro c'è la scritta "Casertana F.C. 1908" in corsivo.
Come l'anno precedente sono due le società che si dividono il ruolo di sponsor ufficiale, per il secondo anno consecutivo è presente sulla maglia Latte Berna e per il primo il negozio di arredamenti Centro Convenienza mentre il ruolo di co-sponsor è ancora della Fondazione 'a voce de' criature di don Luigi Merola.
Inoltre sul pantaloncino fa la sua comparsa anche il marchio Nives già presente sulla maglia l'anno prima.
| Casa | Trasferta | Terza divisa |

## Organigramma societario
Dal sito internet ufficiale della società
Area direttiva
- Presidente: Giovanni Lombardi
- Presidente onorario: Giovanni Pascarella
- Vice presidente: Clemente Di Vico
- Vice presidente: Claudio Loffredo
- Amministratore delegato: Antonio Maiello
- Direttore generale: Nicola Pannone

Area organizzativa
- Segreteria: Giuseppe Nappo
- Segreteria: Marco Caporaso
- Team manager: Cesare Salomone
- Resp.le Ticketing: Samy El Sayed

Area comunicazione
- Addetto stampa: Giuseppe Frondella

Area tecnica
- Direttore sportivo: Guglielmo Accardi
- Allenatore: Angelo Gregucci
- Allenatore in seconda: Andrea Tedesco
- Preparatore atletico: Giuseppe Ambrosio
- Preparatore dei portieri: Carlo Pagliarulo

Area sanitaria
- Medico sociale: Pietro Casella
- Medico sociale: Emilio Lombardi
- Consulenze Ortopediche: Emilio Tagliatella
- Consulenze Ecografiche: Ferdinando Riello
- Massaggiatore: Antonio Pezzullo

## Rosa
| N. |                   | Ruolo | Calciatore            |
| -- | ----------------- | ----- | --------------------- |
|    | Italia (bandiera) | P     | Bernardino D'Agostino |
|    | Italia (bandiera) | P     | Ermanno Fumagalli     |
|    | Italia (bandiera) | D     | Angelo Antonazzo      |
|    | Italia (bandiera) | D     | Gianluigi Bianco      |
|    | Italia (bandiera) | D     | Francesco Bruno       |
|    | Italia (bandiera) | D     | Salvatore D'Alterio   |
|    | Italia (bandiera) | D     | Riccardo Idda         |
|    | Italia (bandiera) | D     | Giuseppe Mattera      |
|    | Italia (bandiera) | D     | Michele Murolo        |
|    | Italia (bandiera) | D     | Pasquale Rainone      |
|    | Italia (bandiera) | D     | Fabio Tito            |
|    | Italia (bandiera) | C     | Davide Carrus         |
|    | Italia (bandiera) | C     | Angelo Chiavazzo      |
|    | Italia (bandiera) | C     | Michel Cruciani       |
|    | Italia (bandiera) | C     | Vincenzo De Liguori   |

| N. |                           | Ruolo | Calciatore          |
| -- | ------------------------- | ----- | ------------------- |
|    | Italia (bandiera)         | C     | Simone De Marco     |
|    | Croazia (bandiera)        | C     | Ante Kuseta         |
|    | Italia (bandiera)         | C     | Marco Mancosu       |
|    | Italia (bandiera)         | C     | Francesco Marano    |
|    | Croazia (bandiera)        | C     | Ivan Rajčić         |
|    | Nigeria (bandiera)        | A     | Kolawole Agodirin   |
|    | Italia (bandiera)         | A     | Danilo Alessandro   |
|    | Italia (bandiera)         | A     | Francesco Alvino    |
|    | Italia (bandiera)         | A     | Giuseppe Caccavallo |
|    | Guinea (bandiera)         | A     | Karamoko Cissé      |
|    | Italia (bandiera)         | A     | Evangelista Cunzi   |
|    | Costa d'Avorio (bandiera) | A     | Adama Diakitè       |
|    | Italia (bandiera)         | A     | Nicola Mancino      |
|    | Italia (bandiera)         | A     | Simone Pontiggia    |
|    | Italia (bandiera)         | A     | Giovanni Ricciardo  |

## Calciomercato

### Sessione estiva (dal 01/07 al 01/09)
| Acquisti | Acquisti              | Acquisti        | Acquisti              |
| R.       | Nome                  | da              | Modalità              |
| -------- | --------------------- | --------------- | --------------------- |
| P        | Bernardino D'Agostino | Aversa Normanna |                       |
| D        | Gianluigi Bianco      | Castel Rigone   |                       |
| D        | Giuseppe Mattera      | Ischia          |                       |
| D        | Michele Murolo        | Vicenza         |                       |
| D        | Fabio Tito            | Ischia          |                       |
| C        | Davide Carrus         | Frosinone       |                       |
| C        | Michel Cruciani       | Chievo          | riscatto comproprietà |
| C        | Marco Mancosu         | Benevento       |                       |
| C        | Ivan Rajcic           | Benevento       |                       |
| A        | Danilo Alessandro     | Real Vicenza    |                       |
| A        | Salvatore Caturano    | Messina         | fine prestito         |
| A        | Karamoko Cissé        | AlbinoLeffe     |                       |
| A        | Evangelista Cunzi     | Ischia          |                       |
| A        | Adama Diakitè         | Padova          |                       |
| A        | Ciro Favetta          | Juve Stabia     | riscatto comproprietà |
| A        | Simone Pontiggia      | AlbinoLeffe     |                       |
| A        | Giovanni Ricciardo    | Melfi           |                       |

| Cessioni | Cessioni                     | Cessioni    | Cessioni      |
| R.       | Nome                         | a           | Modalità      |
| -------- | ---------------------------- | ----------- | ------------- |
| P        | Arcangelo Gabriele Vigliotti | Arzanese    |               |
| D        | Christian Conti              | Arezzo      |               |
| D        | Luigi Pezzella               | Salernitana |               |
| D        | Giuseppe Rinaldi             | Fondi       |               |
| C        | Antonio Bacio Terracino      | Ischia      |               |
| C        | Lucas Correa                 | svincolato  |               |
| C        | Carmine Cucciniello          | Arezzo      |               |
| A        | Alain Baclet                 | Novara      | fine prestito |
| A        | Ciro Favetta                 | Frattese    |               |
| A        | Salvatore Caturano           | Melfi       |               |
| A        | Vincenzo Varriale            | Gelbison    |               |

### Sessione invernale (dal 05/01 al 31/01)
| Acquisti | Acquisti            | Acquisti       | Acquisti   |
| R.       | Nome                | da             | Modalità   |
| -------- | ------------------- | -------------- | ---------- |
| D        | Pasquale Rainone    | Ischia         | definitivo |
| C        | Vincenzo De Liguori | Paganese       | svincolato |
| C        | Ante Kuseta         | Hajduk Spalato | svincolato |
| A        | Giuseppe Caccavallo | Parma          | prestito   |

| Cessioni | Cessioni          | Cessioni     | Cessioni |
| R.       | Nome              | a            | Modalità |
| -------- | ----------------- | ------------ | -------- |
| D        | Francesco Bruno   | Ischia       | prestito |
| C        | Angelo Chiavazzo  | Ischia       | prestito |
| A        | Danilo Alessandro | Pro Piacenza | prestito |
| A        | Francesco Alvino  | Ischia       | prestito |

## Risultati

### Lega Pro

#### Girone di andata
| Arbitro: | Colarossi (Roma) |

|                  |           |                          |
| Insigne 37’, 86’ | Marcatori | 55’ Cruciani 72’ Mancino |

| Arbitro: | Paolini (Ascoli Piceno) |

|                        |           |                                    |
| Murolo 13’ Diakitè 52’ | Marcatori | 49’ (rig.) De Vena 90+3’ Carbonaro |

| Arbitro: | Illuzzi (Molfetta) |

|  |           |           |
|  | Marcatori | 86’ Vella |

| Arbitro: | Morreale (Roma) |

|  |           |                    |
|  | Marcatori | 32’ Idda 54’ Cissé |

| Arbitro: | Rasia (Bassano del Grappa) |

|           |           |  |
| Bianco 9’ | Marcatori |  |

| Arbitro: | Fiore (Barletta) |

|                    |           |                                                            |
| Stefani 71’ (rig.) | Marcatori | 21’ Antonazzo 33’, 36’ Bianco 39’ Alessandro 45+1’ Mancosu |

| Arbitro: | Martinelli (Roma) |

|           |           |  |
| Cissé 46’ | Marcatori |  |

| Arbitro: | Colarossi (Roma) |

|                             |           |  |
| Moscardelli 21’ Doumbia 59’ | Marcatori |  |

| Arbitro: | Piccinini (Forlì) |

|                    |           |               |
| Cissé 22’ Idda 88’ | Marcatori | 59’ Palazzolo |

| Arbitro: | Pagliardini (Arezzo) |

|               |           |             |
| Raffaello 35’ | Marcatori | 44’ Diakitè |

| Arbitro: | Massimi (Termoli) |

|                                    |           |                |
| Bianco 45+1’ Diakitè 74’ Cissè 79’ | Marcatori | 33’ Ingretolli |

| Arbitro: | Tardino (Milano) |

|             |           |  |
| Marotta 27’ | Marcatori |  |

| Arbitro: | Mei (Pesaro) |

|                        |           |              |
| Alvino 63’ Diakitè 67’ | Marcatori | 33’ Magrassi |

| Arbitro: | Serra (Torino) |

|             |           |  |
| Tortori 62’ | Marcatori |  |

| Arbitro: | Guccini (Albano Laziale) |

|             |           |                            |
| Mancino 77’ | Marcatori | 41’ Iemmello 47’ Cavallaro |

| Arbitro: | Caso (Verona) |

|  |           |            |
|  | Marcatori | 25’ Murolo |

| Arbitro: | Perotti (Legnano) |

|                                  |           |  |
| Bianco 16’ Mancino 20’ Cunzi 49’ | Marcatori |  |

| Arbitro: | Mainardi (Bergamo) |

|  |           |                                           |
|  | Marcatori | 47’ Diakitè 62’ Murolo 90+5’ Mar. Mancusu |

| Arbitro: | Giovani (Grosseto) |

|                           |           |  |
| Mar. Mancosu 90+3’ (rig.) | Marcatori |  |

#### Girone di ritorno
| Caserta 10 gennaio 2015, ore 14.30 CET 20ª giornata | Casertana        | 0 – 0 referto | Reggio Calabria | Stadio Alberto Pinto (3.000 spett.)\| Arbitro: \| D'Apice (Arezzo) \| |
| Arbitro:                                            | D'Apice (Arezzo) |               |                 |                                                                       |

| Arbitro: | Di Martino (Teramo) |

|                |           |           |
| Cossentino 82’ | Marcatori | 7’ Murolo |

| Arbitro: | Lanza (Nichelino) |

|           |           |  |
| Jidayi 9’ | Marcatori |  |

| Arbitro: | Piscopo (Imperia) |

|            |           |  |
| Rajčić 62’ | Marcatori |  |

| Arbitro: | Baroni (Firenze) |

|                        |           |                       |
| De Angelis 7’ Cori 46’ | Marcatori | 40’ Mancino 51’ Cissè |

| Arbitro: | Giua (Pisa) |

|                                 |           |             |
| Mancino 21’ Caccavallo 88’, 91’ | Marcatori | 89’ Orlando |

| Arbitro: | Dei Giudici (Latina) |

|                           |           |          |
| Iannini 42’ De Franco 45’ | Marcatori | 49’ Tito |

| Arbitro: | Piccinini (Forlì) |

|           |           |  |
| Cissè 64’ | Marcatori |  |

| Arbitro: | Fourneau (Roma) |

|  |           |                   |
|  | Marcatori | 5’ Cissè 55’ Tito |

| Arbitro: | Catona (Reggio Calabria) |

|                                     |           |                   |
| Cissè 9’ Mar. Mancosu 22’ Cissè 88’ | Marcatori | 39’, 71’ G. Tulli |

| Arbitro: | Ranaldi (Tivoli) |

|               |           |           |
| Infantino 62’ | Marcatori | 58’ Cissè |

| Caserta 20 marzo 2015, ore 20.45 CET 31ª giornata | Casertana     | 0 – 0 referto | Benevento | Stadio Alberto Pinto (5.500 spett.)\| Arbitro: \| Marini (Roma) \| |
| Arbitro:                                          | Marini (Roma) |               |           |                                                                    |

| Arbitro: | Pelagatti (Arezzo) |

|               |           |                                  |
| De Giorgi 48’ | Marcatori | 26’ Marano 34’ Cunzi 64’ Diakitè |

| Arbitro: | Fiore (Barletta) |

|                      |           |                                    |
| Mancino 27’ Idda 51’ | Marcatori | 15’ Caturano 59’ Dermaku 80’ Fella |

| Arbitro: | Cifelli (Campobasso) |

|              |           |  |
| Loiacono 31’ | Marcatori |  |

| Arbitro: | Balice (Termoli) |

|                        |           |                     |
| Cissè 14’ Agodirin 28’ | Marcatori | 70’ (rig.) Razzitti |

| Arbitro: | Guarino (Caltanissetta) |

|               |           |                        |
| Scarsella 73’ | Marcatori | 6’ Agodirin 90’ Marano |

| Arbitro: | Morreale (Roma) |

|                                            |           |               |
| Murolo 29’, 67’ Mar. Mancosu 53’ Cissè 62’ | Marcatori | 48’ Partipilo |

| Arbitro: | Vesprini (Macerata) |

|                  |           |                  |
| Negro 55’ (rig.) | Marcatori | 80’ Mar. Mancosu |

### Coppa Italia

#### Turni preliminari
| Arbitro: | Guarino (Caltanissetta) |

|  |           |              |
|  | Marcatori | 47’ Cruciani |

| Arbitro: | Aureliano (Bologna) |

|                                         |                      |                                              |
| Suciu Ricci Ferrari Salzano Torregrossa | Tiri di rigore 3 – 4 | Carrus Bianco D'Alterio Alessandro Chiavazzo |

| Arbitro: | Abbattista (Molfetta) |

|               |           |  |
| Marilungo 35’ | Marcatori |  |

### Coppa Italia Lega Pro
| Arbitro: | Mancini (Fermo) |

|                         |           |  |
| Cunzi 60’ Ricciardo 79’ | Marcatori |  |

| Arbitro: | Amoroso (Paola) |

|                             |           |             |
| Mancino 23’ (rig.) Idda 30’ | Marcatori | 84’ Lucioni |

| Arbitro: | Balice (Termoli) |

|                                             |           |  |
| Cruciani 2’ Mancino 48’, 52’ Alessandro 73’ | Marcatori |  |

| Arbitro: | Rasia (Bassano del Grappa) |

|                                       |                      |                           |
| Luperini 53’                          | Marcatori            | 32’ Carrus                |
| Libertazzi Bartolomei Cesaretti Galli | Tiri di rigore 3 – 1 | Mattera Carrus Cissé Tito |

## Statistiche
Statistiche aggiornate al 9 maggio 2015

### Statistiche di squadra
| Competizione          | Punti | In casa | In casa | In casa | In casa | In casa | In casa | In trasferta | In trasferta | In trasferta | In trasferta | In trasferta | In trasferta | Totale | Totale | Totale | Totale | Totale | Totale | DR  |
| Competizione          | Punti | G       | V       | N       | P       | Gf      | Gs      | G            | V            | N            | P            | Gf           | Gs           | G      | V      | N      | P      | Gf     | Gs     | DR  |
| --------------------- | ----- | ------- | ------- | ------- | ------- | ------- | ------- | ------------ | ------------ | ------------ | ------------ | ------------ | ------------ | ------ | ------ | ------ | ------ | ------ | ------ | --- |
| Lega Pro              | 70    | 19      | 13      | 3       | 3       | 32      | 16      | 19           | 7            | 6            | 6            | 27           | 19           | 38     | 20     | 9      | 9      | 59     | 35     | +24 |
| Coppa Italia          | -     | 0       | 0       | 0       | 0       | 0       | 0       | 3            | 2            | 0            | 1            | 1            | 1            | 3      | 2      | 0      | 1      | 1      | 1      | 0   |
| Coppa Italia Lega Pro | -     | 1       | 1       | 0       | 0       | 2       | 0       | -            | -            | -            | -            | -            | -            | 1      | 1      | -      | -      | 2      | 0      | +2  |
| Totale                | 70    | 20      | 14      | 3       | 3       | 34      | 16      | 22           | 9            | 6            | 7            | 28           | 20           | 42     | 23     | 9      | 10     | 62     | 36     | +26 |

### Andamento in campionato
| Giornata  | 1  | 2  | 3  | 4  | 5 | 6 | 7 | 8 | 9 | 10 | 11 | 12 | 13 | 14 | 15 | 16 | 17 | 18 | 19 | 20 | 21 | 22 | 23 | 24 | 25 | 26 | 27 | 28 | 29 | 30 | 31 | 32 | 33 | 34 | 35 | 36 | 37 | 38 |
| --------- | -- | -- | -- | -- | - | - | - | - | - | -- | -- | -- | -- | -- | -- | -- | -- | -- | -- | -- | -- | -- | -- | -- | -- | -- | -- | -- | -- | -- | -- | -- | -- | -- | -- | -- | -- | -- |
| Luogo     | T  | C  | C  | T  | C | T | C | T | C | T  | C  | T  | C  | T  | C  | T  | C  | T  | C  | C  | T  | T  | C  | T  | C  | T  | C  | T  | C  | T  | C  | T  | C  | T  | C  | T  | C  | T  |
| Risultato | N  | N  | P  | V  | V | V | V | P | V | N  | V  | P  | V  | P  | P  | V  | V  | V  | V  | N  | N  | P  | V  | N  | V  | P  | V  | V  | V  | N  | N  | V  | P  | P  | V  | V  | V  | N  |
| Posizione | 13 | 13 | 16 | 10 | 9 | 8 | 6 | 9 | 4 | 8  | 5  | 6  | 5  | 5  | 8  | 6  | 6  | 4  | 4  | 4  | 4  | 5  | 4  | 5  | 5  | 5  | 5  | 5  | 3  | 4  | 4  | 3  | 4  | 5  | 5  | 5  | 5  | 5  |

Fonte:  Lega Pro Girone C 2014/2015, su calcio.com.
Legenda:

Luogo: C = Casa; T = Trasferta. Risultato: V = Vittoria; N = Pareggio; P = Sconfitta.

### Statistiche dei giocatori
Sono in corsivo i calciatori che hanno lasciato la società a stagione in corso.
| Giocatore     | Lega Pro | Lega Pro | Lega Pro    | Lega Pro   | Coppa Italia | Coppa Italia | Coppa Italia | Coppa Italia | Coppa Italia Lega Pro | Coppa Italia Lega Pro | Coppa Italia Lega Pro | Coppa Italia Lega Pro | Totale   | Totale | Totale      | Totale     |
| Giocatore     | Presenze | Reti     | Ammonizioni | Espulsioni | Presenze     | Reti         | Ammonizioni  | Espulsioni   | Presenze              | Reti                  | Ammonizioni           | Espulsioni            | Presenze | Reti   | Ammonizioni | Espulsioni |
| ------------- | -------- | -------- | ----------- | ---------- | ------------ | ------------ | ------------ | ------------ | --------------------- | --------------------- | --------------------- | --------------------- | -------- | ------ | ----------- | ---------- |
| K. Agodirin   | 6        | 2        | 1           | 0          | -            | -            | -            | -            | -                     | -                     | -                     | -                     | 6        | 2      | 1           | 0          |
| D. Alessandro | 11       | 1        | 1           | 0          | 2            | 0            | 0            | 0            | 3                     | 1                     | 0                     | 0                     | 16       | 2      | 1           | 0          |
| F. Alvino     | 10       | 0        | 1           | 0          | 3            | 0            | 0            | 0            | 3                     | 0                     | 0                     | 0                     | 16       | 0      | 1           | 0          |
| A. Antonazzo  | 19       | 1        | 1           | 0          | 2            | 0            | 0            | 0            | 3                     | 0                     | 0                     | 0                     | 24       | 1      | 1           | 0          |
| G. Bianco     | 27       | 5        | 7           | 0          | 2            | 0            | 2            | 0            | 1                     | 0                     | 2                     | 1                     | 30       | 5      | 11          | 1          |
| F. Bruno      | 14       | 0        | 2           | 0          | 3            | 0            | 0            | 0            | 2                     | 0                     | 0                     | 0                     | 19       | 0      | 2           | 0          |
| G. Caccavallo | 12       | 2        | 4           | 0          | -            | -            | -            | -            | -                     | -                     | -                     | -                     | 12       | 2      | 4           | 0          |
| D. Carrus     | 23       | 0        | 4           | 0          | 3            | 0            | 0            | 0            | 2                     | 1                     | 1                     | 0                     | 28       | 1      | 5           | 0          |
| S. Caturano   | -        | -        | -           | -          | 1            | 0            | 0            | 0            | -                     | -                     | -                     | -                     | 1        | 0      | 0           | 0          |
| A. Chiavazzo  | 8        | 0        | 0           | 0          | 3            | 0            | 0            | 0            | 1                     | 0                     | 0                     | 0                     | 12       | 0      | 0           | 0          |
| K. Cissé      | 25       | 12       | 7           | 0          | 2            | 0            | 0            | 0            | 1                     | 0                     | 1                     | 0                     | 28       | 12     | 8           | 0          |
| D. Conti      | -        | -        | -           | -          | 0            | 0            | 0            | 0            | -                     | -                     | -                     | -                     | 0        | 0      | 0           | 0          |
| C. Crispo     | -        | -        | -           | -          | -            | -            | -            | -            | -                     | -                     | -                     | -                     | -        | -      | -           | -          |
| M. Cruciani   | 12       | 1        | 4           | 0          | 3            | 1            | 1            | 0            | 2                     | 1                     | 0                     | 0                     | 17       | 3      | 5           | 0          |
| E. Cunzi      | 29       | 2        | 4           | 0          | 1            | 0            | 0            | 0            | 2                     | 1                     | 1                     | 0                     | 32       | 3      | 5           | 0          |
| B. D'Agostino | 0        | -0       | 0           | 0          | 0            | -0           | 0            | 0            | 1                     | -0                    | 0                     | 0                     | 1        | -0     | 0           | 0          |
| S. D'Alterio  | 16       | 0        | 2           | 1          | 3            | 0            | 0            | 0            | 3                     | 0                     | 0                     | 0                     | 22       | 0      | 2           | 1          |
| V. De Liguori | 3        | 0        | 1           | 0          | -            | -            | -            | -            | -                     | -                     | -                     | -                     | 3        | 0      | 1           | 0          |
| S. De Marco   | 20       | 0        | 4           | 0          | 1            | 0            | 1            | 0            | 3                     | 0                     | 0                     | 0                     | 24       | 0      | 5           | 0          |
| A. Diakitè    | 28       | 5        | 2           | 0          | 1            | 0            | 0            | 0            | 1                     | 0                     | 1                     | 0                     | 30       | 5      | 3           | 0          |
| C. Favetta    | -        | -        | -           | -          | -            | -            | -            | -            | -                     | -                     | -                     | -                     | -        | -      | -           | -          |
| F. Fonzino    | -        | -        | -           | -          | -            | -            | -            | -            | -                     | -                     | -                     | -                     | -        | -      | -           | -          |
| E. Fumagalli  | 38       | -35      | 3           | 0          | 3            | -1           | 0            | 0            | 4                     | -2                    | 0                     | 0                     | 45       | -38    | 3           | 0          |
| R. Idda       | 35       | 3        | 4           | 1          | 3            | 0            | 0            | 0            | 2                     | 1                     | 0                     | 0                     | 40       | 4      | 4           | 1          |
| A. Kuseta     | 1        | 0        | 0           | 0          | -            | -            | -            | -            | -                     | -                     | -                     | -                     | 1        | 0      | 0           | 0          |
| N. Mancino    | 28       | 6        | 6           | 0          | 3            | 0            | 0            | 0            | 3                     | 3                     | 1                     | 0                     | 34       | 9      | 7           | 0          |
| M. Mancosu    | 30       | 6        | 6           | 0          | -            | -            | -            | -            | 1                     | 0                     | 0                     | 0                     | 31       | 6      | 6           | 0          |
| F. Marano     | 29       | 2        | 8           | 1          | 3            | 0            | 1            | 0            | 3                     | 0                     | 1                     | 0                     | 35       | 2      | 10          | 1          |
| G. Mattera    | 25       | 0        | 5           | 0          | -            | -            | -            | -            | 4                     | 0                     | 0                     | 0                     | 29       | 0      | 5           | 0          |
| M. Murolo     | 24       | 6        | 3           | 1          | -            | -            | -            | -            | 1                     | 0                     | 0                     | 0                     | 25       | 6      | 3           | 1          |
| G. Pezzullo   | -        | -        | -           | -          | -            | -            | -            | -            | -                     | -                     | -                     | -                     | -        | -      | -           | -          |
| S. Pontiggia  | 1        | 0        | 0           | 0          | 0            | 0            | 0            | 0            | 2                     | 0                     | 0                     | 0                     | 3        | 0      | 0           | 0          |
| P. Rainone    | 7        | 0        | 1           | 0          | -            | -            | -            | -            | -                     | -                     | -                     | -                     | 7        | 0      | 1           | 0          |
| I. Rajcic     | 24       | 1        | 4           | 1          | 0            | 0            | 0            | 0            | 1                     | 0                     | 0                     | 0                     | 25       | 1      | 4           | 1          |
| S. Pontiggia  | 7        | 0        | 0           | 0          | 0            | 0            | 0            | 0            | 3                     | 1                     | 0                     | 0                     | 10       | 1      | 0           | 0          |
| F. Tito       | 19       | 2        | 2           | 0          | 0            | 0            | 0            | 0            | 3                     | 0                     | 0                     | 0                     | 22       | 2      | 2           | 0          |
| A. Vilone     | -        | -        | -           | -          | -            | -            | -            | -            | -                     | -                     | -                     | -                     | -        | -      | -           | -          |